# Núcleo de Documentação e Informação Histórica Regional
O Núcleo de Documentação e Informação Histórica Regional (NDIHR) é um órgão responsável pela preservação documental da memória histórica do estado de Mato Grosso. Criado em 1976, o núcleo é vinculado ao Instituto de Geografia, História e Documentação (IGHD), da Universidade Federal de Mato Grosso.
O espaço salvaguarda obras referentes aos séculos XVIII e XIX, documentos manuscritos, registros do período colonial impressos em microfichas e microfilmes, além de imagens e sons. Além disso, evidências históricas socioculturais da contemporaneidade e da pós-modernidade também estão arquivadas no NDIHR, possibilitando o acesso a dados científicos de diferentes períodos históricos da história regional de Mato Grosso, seu acervo está disponível presencialmente ou online.   De acordo com o Diretório Brasil de Arquivos: "O NDIHR é um órgão voltado para a revitalização e preservação da memória histórica regional a partir das prospecções de fontes documentais e pesquisas em diversas áreas do conhecimento."
O "Guia do Acervo Documental do NDIHR" reúne listagem dos documentos sob guarda dos arquivos públicos de Mato Grosso, o Arquivo Histórico Ultramarino e a Assembleia Legislativa de Mato Grosso, de modo a facilitar a pesquisa (disponível gratuitamente no site da Editora da UFMT - EdUFMT).

## Documentos e Acervos
Grande parte das fontes arquivadas pelo NDIHR remetem aos seguintes campos de estudos: Demografia, Geo-História, História da Cultura material e imaterial, História do Discurso, História da Mineração, História Oral e História das Religiões.
Como informa o Conselho Nacional de Arquivos (Conarq), o acervo do NDIHR é formado de Fundos e Coleções de documentos provenientes de convênios entre a UFMT e Instituições Públicas ou Privadas, através de doações ou custódia de documentos que tratam da memória regional.
Os documentos encontrados no acervo do Núcleo incluem: arquivos eclesiásticos, da administração pública Federal e Estadual; documentos do Legislativo Estadual e da Justiça do Trabalho/Junta de Conciliação Trabalhista. Além de coleções de periódicos e coleções iconográficas.
Além disso, uma parcela significativa do acervo reunido pelo NDIHR diz respeito a documentos sobre o estado do Mato Grosso que foram reunidos a partir de acervos históricos portugueses: Arquivo Histórico Ultramarino de Portugal, Biblioteca de Évora, Biblioteca Nacional de Lisboa e Torre do Tombo.

## Estrutura interna
A estrutura física interna do Núcleo de Documentação possui:
- Laboratório de Microfilmagem e de Digitalização de Microformas,
- Laboratório de Pesquisa de Acervos em Microfilmes e Microfichas,
- Biblioteca Setorial de Obras Raras Therezinha de Jesus Arruda,
- Seção de documentos e obras doadas e incorporadas ao acervo da entidade custodiadora, e
- Seção de publicações do NDIHR a partir de sua Revista Eletrônica Documento Monumento (REDM).

## Atuação
O NDIHR atua nas áreas de pesquisa e ensino. Na área do Ensino, é um espaço para aulas práticas de documentação e digitalização, oferecidas a alunos da rede estadual de educação básica e a estudantes de graduação e pós-graduação. Na área de Extensão, promove palestras, exposições de caráter histórico cultural e cursos para as comunidades acadêmica e externa. Na área de Pesquisa são desenvolvidos trabalhos de investigação da história mato-grossense.

## Revista Documento Monumento
A Revista Documento Monumento é um periódico eletrônico publicado pelo NDIHR cujo intuito é a divulgação de pesquisa da área de Humanidades. Com circulação semestral é publicado desde o ano de 2009, suas publicações reúne trabalhos acadêmicos com foco naqueles que trabalha o acervo histórico do estado do Mato Grosso.